# Eleccions al Parlament de les Illes Balears de 1991
Les eleccions al Parlament de les Illes Balears de 1991 se celebraren dia 21 de maig, juntament amb les eleccions municipals.
S'afrontaven amb el Partit Popular coaligat a Mallorca amb el seu soci de govern, Unió Mallorquina, que sumaven 25 i 4 diputats. No sumaven majoria, però el diputat del CDS Carles Ricci passà al grup mixt i donà estabilitat al govern conservador. Quant als consells insulars, els socialistes només controlaven Menorca, mentre que a Mallorca i a Eivissa i Formentera, el govern era dels populars.
Els candidats a president del Govern varen ser:
- pel Partit Popular-Unió Mallorquina, Gabriel Cañellas.
- pel PSIB-PSOE, Francesc Obrador.
- pel PSM-NM, Mateu Morro.
- per l'Entesa de l'Esquerra de Menorca, Joan Francesc López Casasnovas
- per Unió Independent de Mallorca, Miquel Pascual.
- pel Centre Democràtic i Social, Bernat Trias Arbós.
- per la Federació d'Independents d'Eivissa i Formentera, Cosme Vidal Juan.

## Resultats
Els comicis varen donar els següents resultats:
| ← Eleccions al Parlament de les Illes Balears 21 de maig de 1991 → |         |       |        |      |
| Parlament de les Illes Balears                                     |         |       |        |      |
| Partit                                                             | Vots    | %     | Escons | Dif. |
| Partit Popular-Unió Mallorquina (PP-UM)                            | 160.512 | 47,32 | 31     | +2   |
| Partit Socialista de les Illes Balears (PSIB-PSOE)                 | 102.060 | 30,09 | 21     | =    |
| Partit Socialista de Mallorca (PSM-NM)                             | 23.914  | 7,05  | 3      | +1   |
| Entesa de l'Esquerra de Menorca (EEM)                              | 4.654   | 1,37  | 2      | =    |
| Unió Independent de Mallorca (UIM)                                 | 8.429   | 2,49  | 1      | +1   |
| Federació d'Independents d'Eivissa i Formentera (FIEF)             | 2.468   | 0,73  | 1      | +1   |
| Centre Democràtic i Social (CDS)                                   | 9.938   | 2,93  |        | -5   |
| Esquerra Unida (IU)                                                | 7.741   | 2,28  |        |      |
| Els Verds (ELS VERDS)                                              | 7.205   | 2,12  |        |      |
| Convergència Balear (CB)                                           | 5.513   | 1,63  |        |      |
| Grup Independent de Formentera (GUIF)                              | 692     | 0,20  |        |      |
| Unió Progressista de Menorca (UPM)                                 | 624     | 0,18  |        |      |
| Falange Española de las JONS (FE-JONS)                             | 600     | 0,18  |        |      |
| Coalición Alianza por la República (AR)                            | 596     | 0,18  |        |      |
| Partido Radical Balear (PRB)                                       | 549     | 0,16  |        |      |
| Plataforma Unitaria de Izquierdas (PUI)                            | 259     | 0,08  |        |      |

A part, es comptabilitzaren 3.434 vots en blanc, 1,01% del total.

## Resultats per circumspcricions

### Mallorca
| ← Eleccions al Parlament de les Illes Balears, Mallorca 21 de maig de 1991 → |         |       |        |      |
| Circumscripció de Mallorca (33 escons)                                       |         |       |        |      |
| Partit                                                                       | Vots    | %     | Escons | Dif. |
| Partit Popular (PP)                                                          | 130.275 | 47,52 | 18     | +1   |
| Partit Socialista de les Illes Balears (PSIB-PSOE)                           | 80.569  | 29,39 | 11     | =    |
| Partit Socialista de Mallorca (PSM-NM)                                       | 22.522  | 8,21  | 3      | +1   |
| Unió Independent de Mallorca (UIM)                                           | 8.429   | 3,07  | 1      | +1   |
| Centre Democràtic i Social (CDS)                                             | 8.137   | 2,97  |        | -3   |
| Els Verds (ELS VERDS)                                                        | 7.205   | 2,63  |        |      |
| Esquerra Unida (IU)                                                          | 7.006   | 2,56  |        |      |
| Convergència Balear (CB)                                                     | 5.513   | 2,01  |        |      |
| Falange Española de las JONS (FE-JONS)                                       | 600     | 0,22  |        |      |
| Coalición Alianza por la República (AR)                                      | 586     | 0,21  |        |      |
| Partido Radical Balear (PRB)                                                 | 549     | 0,20  |        |      |

A part, es varen recomptar 2.772 vots en blanc, que suposaven l'1,01% del total dels sufragis vàlids.

### Menorca
| ← Eleccions al Parlament de les Illes Balears, Menorca 21 de maig de 1991 → |        |       |        |      |
| Circumscripció de Menorca (13 escons)                                       |        |       |        |      |
| Partit                                                                      | Vots   | %     | Escons | Dif. |
| Partit Popular (PP)                                                         | 14.901 | 45,11 | 6      | +1   |
| Partit Socialista de les Illes Balears (PSIB-PSOE)                          | 11.109 | 33,63 | 5      | =    |
| Entesa de l'Esquerra de Menorca (EEM)                                       | 4.654  | 14,09 | 2      | =    |
| Centre Democràtic i Social (CDS)                                            | 1.357  | 4,11  |        | -1   |
| Unió Progressista de Menorca (UPM)                                          | 624    | 1,89  |        |      |

A part, es varen recomptar 390 vots en blanc, que suposaven l'1,18% del total dels sufragis vàlids.

### Eivissa
| ← Eleccions al Parlament de les Illes Balears, Eivissa 21 de juny de 1991 → |        |       |        |      |
| Circumscripció d'Eivissa (12 escons)                                        |        |       |        |      |
| Partit                                                                      | Vots   | %     | Escons | Dif. |
| Partit Popular (PP)                                                         | 14.656 | 49,49 | 7      | =    |
| Partit Socialista de les Illes Balears (PSIB-PSOE)                          | 9.422  | 31,82 | 4      | =    |
| Federació d'Independents d'Eivissa i Formentera (FIEF)                      | 2.468  | 8,33  | 1      | +1   |
| Entesa Nacionalista i Ecologista (ENE)                                      | 1.392  | 4,70  |        |      |
| Esquerra Unida (IU)                                                         | 735    | 2,48  |        |      |
| Centre Democràtic i Social (CDS)                                            | 444    | 1,50  |        | -1   |
| Plataforma Unitaria de Izquierdas (PUI)                                     | 259    | 0,87  |        |      |

A part, es varen recomptar 237 vots en blanc, que suposaven el 0,80% del total dels sufragis vàlids.

### Formentera
| ← Eleccions al Parlament de les Illes Balears, Formentera 21 de maig de 1991 → |      |       |        |      |
| Circumscripció de Formentera (1 escó)                                          |      |       |        |      |
| Partit                                                                         | Vots | %     | Escons | Dif. |
| Partit Socialista de les Illes Balears (PSIB-PSOE)                             | 960  | 40,39 | 1      | =    |
| Grup d'Independents de Formentera (GUIF)                                       | 692  | 29,11 |        |      |
| Partit Popular (PP)                                                            | 680  | 28,61 |        |      |
| Coalición Alianza por la República (AR)                                        | 10   | 0,42  |        |      |

A part, es varen recomptar 35 vots en blanc, que suposaven l'1,47% del total dels sufragis vàlids.

## Diputats electes

### Mallorca
- Gabriel Cañellas i Fons (Coalició PP-UM)
- Joan Verger Pocoví (Coalició PP-UM)
- Guillem Vidal Bibiloni (Coalició PP-UM)
- José María González Ortea (Coalició PP-UM)
- Francesc Gilet Girart (Coalició PP-UM) (renúncia dia 8 de juny de 1993
  - Substituït per Francesc Xavier Salas Santos (15 de juny de 1993)
- Cristòfol Soler i Cladera (Coalició PP-UM)
- Andreu Mesquida Galmés (Coalició PP-UM)
- Maria Antònia Munar i Riutort (Coalició PP-UM)
- Joaquín Ribas de la Reyna (Coalició PP-UM)
- Pilar Ferrer Bascuñana (Coalició PP-UM)
- Andreu Riera Bennàsar (Coalició PP-UM)
- Joana Aina Vidal Burguera (Coalició PP-UM)
- Jesús G. Martínez de Dios (Coalició PP-UM)
- Pere Joan Morey Ballester (Coalició PP-UM)
- Maria Salom Coll (Coalició PP-UM)
- Carles Cañellas i Fons (Coalició PP-UM)
- Antoni Pascual Ribot (Coalició PP-UM)
- José M. Martínez Polentinos (Coalició PP-UM)
- Francesc Obrador Moratinos (PSIB-PSOE)
- Joan Francesc Triay Llopis (PSIB-PSOE)
- Josep Moll Marquès (PSIB-PSOE)
- Josep Joan Alfonso i Villanueva (PSIB-PSOE)
- Teresa Riera i Madurell (PSIB-PSOE)
- Llorenç Rus Jaume (PSIB-PSOE)
- Valentí Valenciano López (PSIB-PSOE)
- Damià Pons Pons (PSIB-PSOE)
- Joan Ferrà Capllonch (PSIB-PSOE)
- Francesca Bassa Cubells (PSIB-PSOE) (renúncia dia 9 de setembre de 1992)
  - Substituïda per Francesc Antich Oliver (29 de setembre de 1992)
- Antoni Pallicer Pujol (PSIB-PSOE)
- Mateu Morro Marcé (PSM‐EN) (renúncia dia 7 de maig de 1992)
  - Substituït per Maria Antònia Vadell Ferrer (12 de maig de 1992)
- Pere Sampol Mas (PSM‐EN)
- Sebastià Serra Busquets (PSM‐EN) (renúncia dia 11 de març de 1993)
  - Substituït per Antoni Sansó Servera (16 de març de 1993)
- Miquel Pascual Amorós (UIM)

### Menorca
- Joan Huguet Rotger (PP)
- Francesc García Olives (PP) (renuncia dia 26 de març de 1992)
  - Substituït per Carlota Alberola Martínez (1 d'abril de 1992)
- Manuel Jaén Palacios (PP)
- Lluís Coll Al·lés (PP)
- Cristòfol Huguet Sintes (PP)
- Antoni Pons Villalonga (Coalició PP-UM)
- Albert Moragues Gomila (PSIB-PSOE) (renuncia dia 8 de juny de 1993)
  - substituït per Joan M. Mascaró i Pons (15 de juny de 1993)
- Joana Barceló Martí (PSIB-PSOE)
- Antoni Gómez Arbona (PSIB-PSOE)
- Jaume Peralta Aparicio (PSIB-PSOE)
- Javier Tejero Isla (PSIB-PSOE)
- Joan Francesc López Casasnovas (Entesa Esquerra Menorquina) (renuncia dia 22 de setembre de 1992)
  - substituït per Joan Bosco Gomila Barber (29 de setembre de 1992)
- Ramon Orfila Pons (Entesa Esquerra Menorquina)

### Eivissa
- Antoni Marí Calbet (PP)
- María Luisa Cava de Llano y Carrió (PP) (renuncia dia 8 de juny de 1993)
  - substituïda per Josep Marí Prats (15 de juny de 1993)
- Pere Palau Torres (PP)
- Joan Marí Tur (PP)
- Miquel Guasch Ribas (PP)
- Antoni Marí Ferrer (PP)
- Carmen Castro Gandasegui (PP)
- Vicent Tur Torres (PSIB-PSOE)
- Francesc Planells Costa (PSIB-PSOE)
- Joan Marí Serra (PSIB-PSOE)
- Encarnació Magaña Alapont (PSIB-PSOE)
- Cosme Vidal Juan (FIEF)

### Formentera
- Víctor Tur Ferrer (PSIB-PSOE)